# Szendy Károly (gépészmérnök)
Szendy Károly (Budapest, 1911. július 7. – Budapest, 1981. november 20.) Kossuth-díjas magyar gépészmérnök, egyetemi tanár, az MTA levelező tagja. Szendy Károly politikus fia.

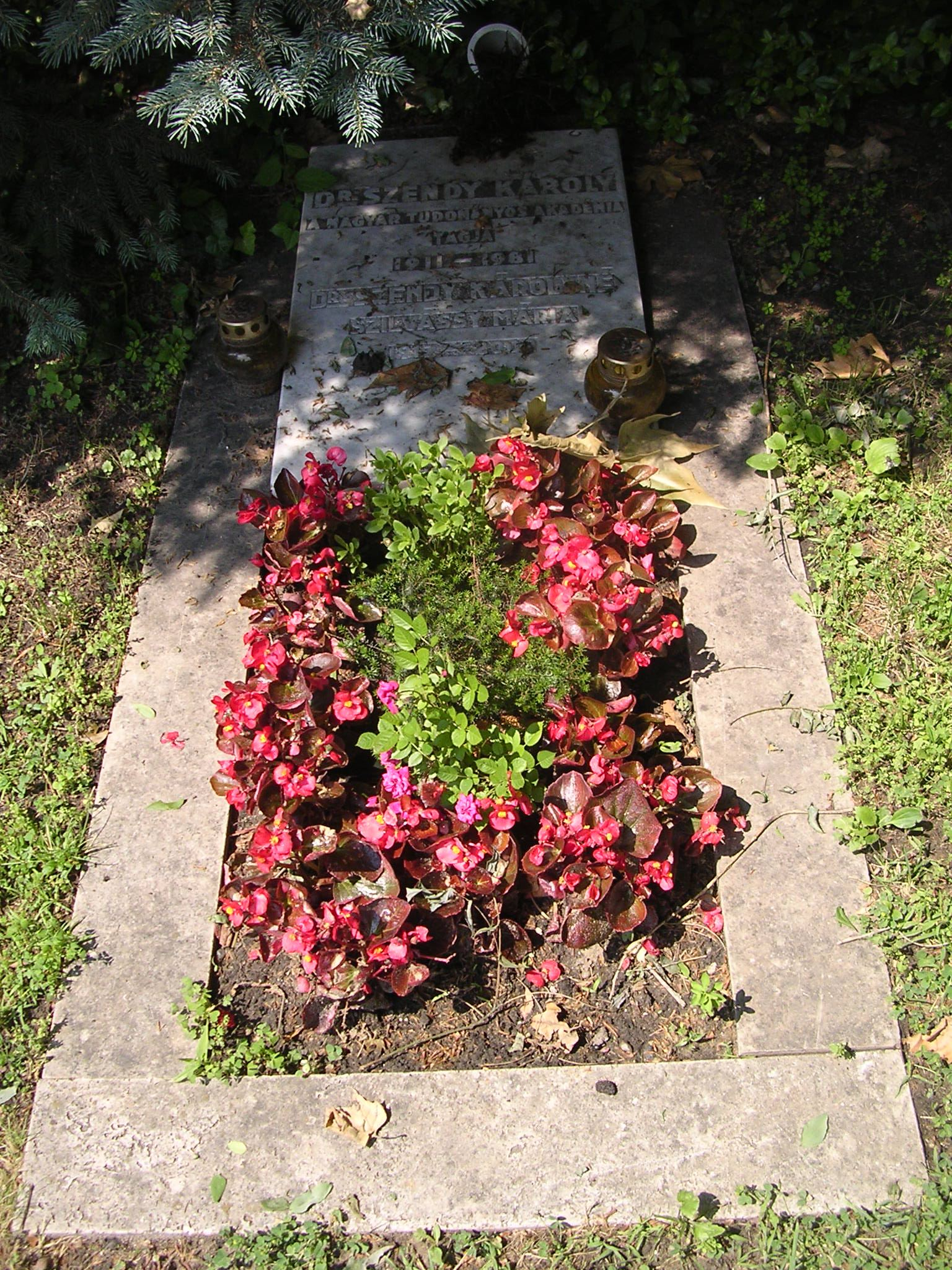
Sírja a Fiumei úti sírkert 27. MTA parcellájában

## Pályafutása
Apja Szendy Károly volt, aki 1934 és 1944 között Budapest polgármesteri posztját töltötte be.
Tanulmányait a József Műegyetemen végezte, ahol 1932-ben gépészmérnöki, 1940-ben műszaki doktori oklevelet szerzett. 1933 és 1938 között Budapest Székesfőváros Elektromos Művei hálózattervezési osztályának mérnöke, 1938 és 1944 között az erőműtervezési osztály mérnöke és osztályvezető-helyettese volt. A Mátravidéki Erőmű üzemvezető-helyettese (1944–1945), az Elektromos Művek üzemfejlesztési főosztályvezető-helyettese (1945–1947), a Mátravidéki Erőmű és Bánya Építési Rt.-nél az erőmű helyszíni építésének vezetője (1948–1949), az Erőmű Tervező és Építő Iroda villamos osztályának vezetője (1949–1953), a Villamos Műszaki Osztály vezetője, ill. az Erőmű és Hálózattervező Vállalat ún. főszakértője (1950–1968). A BME Villamosmérnöki Kar címzetes egyetemi tanára (1966-tól).
Az erősáramú hálózat- és villamosenergia-rendszerek közötti együttműködés vizsgálatával, műszaki-gazdasági fejlesztésének kérdéseivel foglalkozott. Vezető szerepet játszott a villamoshálózatok tervezésében és továbbfejlesztésében, az erőműépítés villamos feladatainak meghatározásában, a feladatok megvalósításának irányításában.
1970-től a Magyar Tudományos Akadémia levelező tagja.
Házastársa: Szilvássy Mária Gizella
A Fiumei úti sírkertben nyugszik, sírhelye 2004 óta védett.

## Főbb művei
- Korszerű hálózatszámítási módszerek (Budapest, 1967)

## Díjai, elismerései
- Kossuth-díj (1963)